# Michal Ratiborský
Michal Ratiborský (* 6. prosince 1981 Krnov) je český politik a jednatel společnosti, od října 2017 poslanec Poslanecké sněmovny PČR, člen hnutí ANO 2011.

## Život
Pochází z Krnova, kde již od ukončení studií podniká v oboru elektrokomunikací. Od března 2011 je jednatelem firmy RHsystem obchodní, od dubna 2013 jednatelem firmy Laserix technology, od července 2015 jednatelem firmy Electronic Solutions a od prosince 2016 pak jednatelem firmy První REDO servis. Navíc od ledna 2015 zasedá v dozorčí radě firmy Krnovské vodovody a kanalizace a od února 2017 je členem správní rady obecně prospěšné společnosti Rozvoj Krnovska.
Michal Ratiborský žije ve městě Krnov.

## Politické působení
V komunálních volbách v roce 2010 kandidoval do zastupitelstva Krnova z 6. místa kandidátky strany Suverenita - blok Jany Bobošíkové, strana zdravého rozumu, nebyl však zvolen (získal 284 hlasů). Přesto tvrdí, že komunální politice se začal věnovat až v roce 2013 „..Ke komunální politice jsem se dostal v roce 2013. Tehdy jsem byl u toho, když se začalo v Krnově formovat hnutí ANO 2011. Pod touto hlavičkou se nás začalo scházet pár s vizí změnit pro nás dlouhodobě neuspokojivý stav na místní radnici. S naším názorem se ve volbách v roce 2014 ztotožnilo mnoho občanů a proto jsme vyhráli. V tomto období jsem se stal členem dozorčí rady Krnovských vodovodů a kanalizací a finančního výboru zastupitelstva města Krnova...“
Je členem hnutí ANO 2011. Zastával pozici člena Finančního výboru Zastupitelstva města Krnov. V komunálních volbách v roce 2018 kandidoval do Zastupitelstva města Krnov, ale neuspěl. V komunálních volbách v roce 2022 neúspěšně kandidoval do zastupitelstva Krnova z 13. místa kandidátky hnutí ANO 2011.
Ve volbách do Poslanecké sněmovny PČR v roce 2017 byl za hnutí ANO 2011 zvolen poslancem v Moravskoslezském kraji, a to z desátého místa kandidátky. Ve volbách do Poslanecké sněmovny PČR v roce 2021 kandidoval za hnutí ANO 2011 na 9. místě v Moravskoslezském kraji. Získal 1 442 preferenčních hlasů, a stal se tak znovu poslancem.
Ve sněmovních volbách v roce 2025 kandiduje na 7. místě kandidátní listiny hnutí ANO v Moravskoslezském kraji.